# Don Quarrie
Donald "Don" O'Riley Quarrie, född den 25 februari 1951, är en jamaicansk före detta friidrottare som tävlade i kortdistanslöpning.
Quarrie tillhörde världseliten inom kortdistanslöpning under 1970-talet och deltog totalt i fyra olympiska spel. Vid Olympiska sommarspelen 1972 blev han utslagen i semifinalen på 200 meter. Hans främsta mästerskap blev Olympiska sommarspelen 1976 där han blev guldmedaljör på 200 meter och silvermedaljör på 100 meter. Vid samma mästerskap sprang han i finalen på 4 x 400 meter men laget slutade på femte plats.
Vid Olympiska sommarspelen 1980 slutade han på tredje plats på 200 meter och blev utslagen i semifinalen på 100 meter.
Hans fjärde olympiska spel blev Olympiska sommarspelen 1984 där han inte tog sig vidare till finalen på 200 meter. Däremot ingick han i det jamaicanska stafettlaget på 4 x 100 meter som blev silvermedaljörer.
Förutom meriterna från OS vann han tre guld på 100 meter och två guld på 200 meter vid samväldesspelen. 

## Övrigt
Don Quarrie står staty utanför Independence Park i Kingston. Även en skola i Kingston är döpt efter honom. 

## Personliga rekord
- 100 meter – 10,07 från 1976
- 200 meter – 19,86 från 1971